# PGA Kampioenschap (Argentinië)

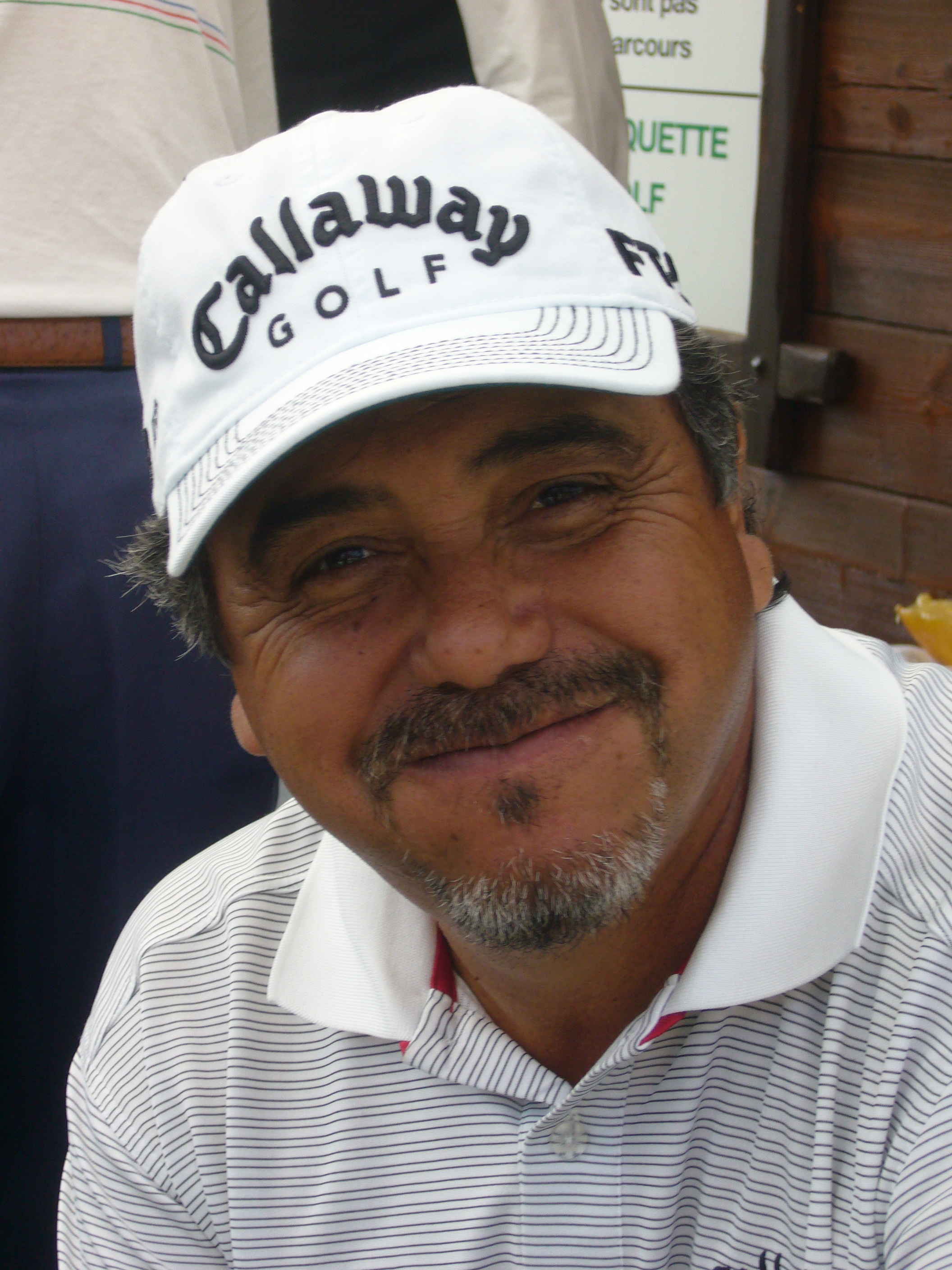
Eduardo Romero,
8-voudig winnaar

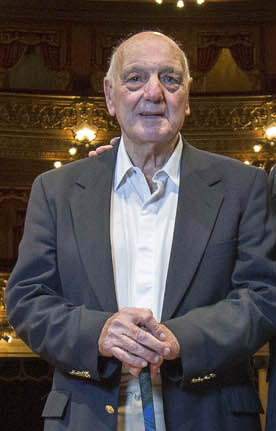
Roberto De Vicenzo,
16-voudig winnaar

Het PGA Kampioenschap van Argentinië is een jaarlijks kampioenschap voor golfprofessionals die lid zijn van de Argentijnse PGA.
Het toernooi wordt sinds 1920 gespeeld. Tot 1960 was het een strokeplay kampioenschap waarbij vier rondes werden gespeeld, in 1961 werd de fornule veranderd. De kwalificatie is in strokeplay, daarna wordt er matchplay gespeeld.
In 2012 werd het toernooi gewonnen door Ricardo González, die drie weken eerder zijn moeder was verloren. Hij droeg zijn overwinning aan haar op.

## Meervoudige winnaars
| - 16x Roberto De Vicenzo - 7x José Jurado, Eduardo Romero - 6x Leopoldo Ruiz - 5x Vicente Fernández, Fidel de Luca | - 4x Marcos Churio, Martin Posse - 3x Enrique Bertolino - 2x Eduardo Blasi, Ángel Cabrera, José Cóceres, Sebastián Fernández, Martin Pose, Jorge Soto |

## Winnaars
| - 1920: Lagrima Gonzalez - 1921: José Jurado - 1922: José Jurado - 1923: Andres A Perez - 1924: Ramon Rivarola - 1925: José Jurado - 1926: Marcos Churio - 1927: José Jurado - 1928: José Jurado - 1929: José Jurado - 1930: Marcos Churio - 1931: Marcos Churio - 1932: Marcos Churio - 1933: Enrique Bertolino - 1934: John Cruickshank - 1935: Enrique Bertolino - 1936: Martin Posse - 1937: José Jurado - 1938: Aurelio Castañon - 1939: Enrique Bertolino - 1940: Juan Martinez - 1941: Eduardo Blasi - 1942: Martin Posse | - 1943: Eduardo Blasi - 1944: Roberto De Vicenzo - 1945: Roberto De Vicenzo - 1946: Emilio Serra - 1947: Roberto De Vicenzo - 1948: Roberto De Vicenzo - 1949: Roberto De Vicenzo - 1950: Pedro Viola - 1951: Roberto De Vicenzo - 1952: Antonio Cerdá - 1953: Leopoldo Ruiz - 1954: Martin Pose - 1955: Martin Pose - 1956: Leopoldo Ruiz - 1957: Sebastian Nicolosi - 1958: Leopoldo Ruiz - 1959: Aurelio Castañon - 1960: Roberto De Vicenzo - 1961: Leopoldo Ruiz - 1962: Fidel de Luca - 1963: Fidel de Luca - 1964: Roberto De Vicenzo - 1965: Roberto De Vicenzo | - 1966: Roberto De Vicenzo - 1967: Leopoldo Ruiz - 1968: Fidel de Luca - 1969: Roberto De Vicenzo - 1970: Florentino Molina - 1971: Roberto De Vicenzo - 1972: Roberto De Vicenzo - 1973: Fidel de Luca - 1974: Roberto De Vicenzo - 1975: Leopoldo Ruiz - 1976: Vicente Fernández - 1977: Roberto De Vicenzo - 1978: Vicente Fernández - 1979: Adan Sowa - 1980: Vicente Fernández - 1981: Vicente Fernández - 1982: Fidel de Luca - 1983: Eduardo Romero - 1984: Jorge Soto - 1985: Roberto De Vicenzo - 1986: Eduardo Romero - 1987: Vicente Fernández - 1988: Antonio Ortiz | - 1989: Jorge Soto - 1990: Eduardo Romero - 1991: Sebastián Fernández - 1992: Eduardo Romero - 1993: Eduardo Romero - 1994: Armando Saavedra - 1995: Rubén Alvarez - 1996: Eduardo Romero - 1997: Eduardo Romero - 1998: Ángel Cabrera - 1999: Jorge Berendt - 2000: niet gespeeld - 2001: Sebastián Fernández - 2002: Ángel Cabrera & Gustavo Rojas (tie) - 2003: José Cóceres - 2004: José Cóceres - 2005: Sebastián Fernández - 2006 - 2010: niet gespeeld - 2011: Sebastián Fernández - 2012: Ricardo González |